# Cosmosoma rubriscapulae
Cosmosoma rubriscapulae là một loài bướm đêm thuộc phân họ Arctiinae, họ Erebidae.